# Luigi Pelliccioli
Luigi Pelliccioli (Seriate, 1º marzo 1922 – Cesano Maderno, 23 ottobre 1998) è stato un mezzofondista italiano.

## Biografia
Ha vinto i campionati italiani di corsa campestre nel 1948 e due edizioni della Cinque Mulini. Aveva personali di 10'12"4 sui 3000 m siepi e di 15'16"4 nei 5000 m piani; nel 1949 fu convocato in nazionale per un incontro contro il Belgio a Milano: nell'occasione stabilì il suo personale nei 3000 m siepi. Nel 1952 ha invece corso i 10000 m nell'incontro internazionale svolto a Basilea tra Svizzera ed Italia, piazzandosi in terza posizione con il tempo di 33'39"4.

## Campionati nazionali
1948
- Oro ai campionati italiani di corsa campestre - 25'23"4

1951
- Argento ai campionati italiani assoluti, 10000 m piani - 31'54"0

## Altre competizioni internazionali
1947
- Argento alla Cinque Mulini ( San Vittore Olona)

1949
- Oro al Giro podistico internazionale di Rovereto ( Rovereto)[4]

1950
- Oro al Giro podistico internazionale di Rovereto ( Rovereto)[4]
- Argento alla Cinque Mulini ( San Vittore Olona)

1951
- Oro alla Cinque Mulini ( San Vittore Olona)

1952
- Oro alla Cinque Mulini ( San Vittore Olona)

1953
- Bronzo alla Cinque Mulini ( San Vittore Olona)

1954
- Oro al Giro podistico internazionale di Rovereto ( Rovereto)[4]
- Bronzo alla Cinque Mulini ( San Vittore Olona)